# Max Wilson
Max Wilson (ur. 10 kwietnia 1972 roku w Hamburgu, Niemcy) – brazylijski kierowca wyścigowy.

## Kariera
Max karierę rozpoczął w 1985 roku, od startów w kartingu. Po jej zakończeniu, postanowił rozpocząć poważną karierę wyścigową, debiutując w 1993 roku, w Brazylijskiej Formule Ford. Rok później przeniósł się do Formuły Chevrolet, w której zdobył tytuł wicemistrzowski. Następnie przeszedł do wyższej prestiżem Południowoamerykańskiej Formuły 3. Tutaj również najlepszym wynikiem, jaki uzyskał, było drugie miejsce, w roku 1995 (uległ jedynie przyszłemu kierowcy Formuły 1, Ricardo Zoncie). 
W tym samym sezonie wystąpił w kilku wyścigach Niemieckiej Formuły 3. Punkty w niej zebrane pozwoliły na zajęcie 19. pozycji w końcowej klasyfikacji. W roku 1996 wystąpił już w pełnym sezonie. Ostatecznie zajął w nim 10. miejsce. Również w tym roku brał udział w serii DTM, w zespole JAS Engineering. I tutaj zmagania zakończył na 19. lokacie. 
W latach 1997–1999 startował w bezpośrednim przedsionku Formuły 1 - Międzynarodowej Formule 3000. Już w pierwszym sezonie startów zajął przyzwoite 5. miejsce. W kolejnych dwóch Wilson nie radził sobie jednak tak dobrze, ostatecznie kończąc je odpowiednio na 9. i 8. pozycji. W roku 1998 pełnił rolę kierowcy testowego brytyjskiego zespołu Williams.
W sezonie 2001 wyjechał do Ameryki Północnej, w której rozpoczął starty w serii Champ Car. Nie poradził sobie jednak w niej najlepiej i ostatecznie ukończył ją na odległej 25. lokacie (tylko raz zdobył punkty, zajmując wówczas czwarte miejsce). 
W latach 2002–2008 startował w australijskich wyścigach samochodów turystycznych - V8 Supercars. W 2009 powrócił do Brazylii i wystartował w tamtejszej serii wyścigów samochodów turystycznych - Stock Car Brasil, w której w następnym roku zdobył tytuł mistrzowski.